# Empoasca abyssinica
Empoasca abyssinica är en insektsart som beskrevs av Heller och Rauno E. Linnavuori 1968. Empoasca abyssinica ingår i släktet Empoasca och familjen dvärgstritar. Inga underarter finns listade i Catalogue of Life.